# 王文杉
王文杉（英語：Duncan Wang，1970年2月27日— )，生於台灣台北市，現任聯合報系第三任董事長，為該報系已故創辦人王惕吾的孫子、《經濟日報》發行人王必立的兒子。畢業於美國波士頓大學經濟學系。曾任：《聯合報》第5任社長（2001年11月2日－2008年10月6日）、聯合報系總管理處總經理（大約在1996年接任 - 2011年）。2011年，接任聯合報系第三任董事長職務迄今。2013年8月1日，UDN TV成立開播，王文杉兼任UDN TV第1任董事長。

## 生涯
情史
- 曾與女星陳德容交往過3年，到2000年因雙方個性不合而分手。

婚姻
- 2010年，根據《蘋果日報》報導；他雖然目前未婚，但有生下唯一兒子（註:2010年5月出生)。

## 外部連結
- 《聯合報》王文杉 未婚得子 寶貝首曝光 （页面存档备份，存于）－蘋果日報
- 聯合報簡介(王文杉董事長親自介紹該報歷史) （页面存档备份，存于）－－UDN TV－Youtube頻道